# Аширов, Какаджан
Какаджан Аширов (туркм. Kakajan Aşyrow; 1950, с. Медениет, Сталинский район, Марыйская область, Туркменская ССР, СССР) — актер театра и кино, туркменский театральный режиссёр, Народный артист Туркмении (1993).

## Биография
Родился в селе Медениет (что означает «культура») (ныне — Мургапский этрап, Марыйский велаят).
После окончания средней школы в родном селе, Какаджан едет учится в г. Москву и поступает в театральное училище им. Щепкина. Учёбу заканчивает в 1973 году, по специальности «Актер драматического театра и кино».
Поработав артистом в столичном Туркменском государственном академическом театре драмы им. Молланепеса, с 1973-го по 1979 год, в некоторое время был ассистентом режиссёра киностудии «Туркменфильм».
В 1979 году снова едет в г. Москву, на этот раз в режиссёрские курсы драматических театров. После окончания курсов, в 1981 году возвращается в родной театр им. Молланепесе и продолжает трудиться в качестве актера и режиссёра-постановщика этого сценического коллектива.
В 1986 году Какаджан назначается главным режиссёром Театра юного зрителя им. А. Кульмамедова, в столице Туркмении, в городе Ашхабад. 

В 1988 году он становится заместителем начальника Управления театров и музыкальных учреждений Министерства культуры Туркменской ССР. 

В том же 1988 году, он стал директором — главным режиссёром вновь созданного Государственного экспериментального молодёжного театра-студии «Джан» и вплоть до 1999 года был его художественным руководителем. 

C мая 1999 года по 2002 год, Какаджан находился на различных руководящих должностях: 1-й заместитель председателя Национальной Телерадиокампании Туркменистана-заместитель министра культуры РТ; председатель Национальной Телерадиокомпании Туркменистана-1-й заместитель министра культуры: председатель Совета по координации деятельности телевидения и радиовещания.
В 2002 году, Какаджан попал в опалу и был снят со всех постов. Ему не давали право даже на творчество.
Только после кончины Туркменбаши — Сапармурада Ниязова, режиссёр получил долгожданную свободу.
В настоящее время Какаджан Аширов живёт и работает в Ашхабаде, возглавляя главный драматический театр Туркменистана.

## Творчество
В активе Какаджана десятки успешно сыгранных театральных и кино ролей, а также столько же поставленных спектаклей. 

Каждая его работа, как режиссёра, вызывает повышений интерес не только у себя на родине, а далеко за её пределами. Недаром, в последнее четверть века, Какаджан Аширов известен как успешный режиссёр, всему тюркскому миру.
...«Какажан Аширов, прежде всего талантливейший театральный режиссёр всей Центральной Азии и тюркоязычных народов, -пишет киргизский драматург и режиссёр Жаныш Кулмамбетов, на сайте «kino-teatr.ru». -Впервые с  Какажаном и его творчеством, мы - киргизы познакомились в 1989-м году, когда он привез на региональный театральный фестиваль "Нооруз", спектакль "Джан", по Платонову. 

Посмотрев "Джан" вся региональная театральная элита и театральная критика центра ахнула.  Спектакль произвел настоящий фурор. После этого, театральный мир всего Советского Союза, которая раньше знала казахского режиссёра Азербайджана Мамбетова и  киргизского режиссёра Искендера Рыскулова, заговорили о новой театральной звезде Центральной Азии. 

В 1992-м году Какажан привез в Ташкент, на театральный фестиваль «Навруз», спектакль «Дели Домурул» и выиграл Гран-при фестиваля. 
  
Мое личное знакомство с Какажаном продолжается с 1989-го года. 

После спектакля «Джана» Какажан стал самым востребованным режиссёром тюркского мира. Если, я не ошибаюсь, он ставил спектакли по всему тюркскому миру. 

Мы – киргизы, по-настоящему переживали за него, когда он попал в опалу, на своей Родине. 

В 2007-м году, по приглашению Киргизского национального академического театра драмы, Какажан приехал в город Бишкек и поставил блестящий спектакль «Белое облако Чингисхана», по Ч. Айтматову. 

Кстати, и этот спектакль получил Гран-при театрального фестиваля в городе Алма-Ате».

## Награды и премии
- Народный артист Туркмении (1993)
- Заслуженный артист Туркменской ССР
- Лауреат международной премии имени Мактумкули